# Мессмер, Николай Геранимович
Никола́й Геранимович Ме́ссмер (нем. Nikolaus Messmer; 19 декабря 1954, Караганда, Казахская ССР — 18 июля 2016, Бишкек) — католический епископ, иезуит, ординарий апостольской администратуры Кыргызстана c 18 марта 2006 по 18 июля 2016.

## Биография
Родился 19 марта 1954 года в многодетной семье немцев из Одессы, сосланных в Караганду. В 1975 году Николай Мессмер вступил в монашеский орден иезуитов. 28 мая 1989 года был рукоположен в священника, после чего работал в приходе святого Архангела Михаила в Бишкеке, где находилась в то время единственная католическая церковь в Кыргызстане.
В 1997—2001 гг. и 2004—2006 гг. был ректором начальной Духовной семинарии в Новосибирске. С 2001—2004 гг. обучался в Риме в Папском Григорианском университете.
18 марта 2006 года Римский папа Бенедикт XVI преобразовал католическую миссию Sui iuris в Киргизии до уровня апостольской администратуры и её ординарием назначил Николая Мессмера. 2 июня 2006 года Николай Мессмер был рукоположен в епископа.
28 октября 2008 года в Москве был убит брат Николая Мессмера иезуит Отто Мессмер.